# Biadaiolo-Meister
Als Biadaiolo-Meister oder Biadaiolo-Illuminator wird ein mittelalterlicher Buchmaler bezeichnet, der ungefähr um 1325 in Florenz in Italien tätig war. Der namentlich nicht bekannte Künstler erhielt seinen Notnamen nach seinen neun Bildern für ein Manuskript, das Italienisch Il Biadaiolo (Der Getreidehändler) genannt wird. Der von Domenico Lenzi geschriebene Text mit dem Titel Specchio Umano beschreibt die Verteilung und Preisentwicklung von Getreide im Florenz der Jahre 1320 bis 1335 sowie die gesellschaftlichen Auswirkungen des durch fluktuierenden Getreidemarkt geschaffenen Reichtums oder Not. Die Illuminationen des Biadaiolo-Meisters unterstreichen solche zwiespältige Entwicklung durch die Darstellung z. B. des Getreidemarktes in der Piazza Orsanmichele in Florenz, über der Engel schweben. Dies soll ausdrücken, dass das weltliche Geschehen doch in „Gottes Hand“ liegt, wie auch der moralisierende Text des Domenico Lenzi die Händler zur Anerkennung solcher Vorherrschaft auffordert.

## Werke
- Il Biadaiolo, Florenz, Bib. Medicea-Laurenziana

Neben dem Biadolo werden dem Biadaiolo-Meister zwei Tafelgemälde zugeschrieben:
- Madonna mit Kind und Heiligen, Szenen aus dem Leben Christi und Jüngstes Gericht, Metropolitan Museum, New York,
- Madonna mit Kind und vier Heiligen unter Engeln, Privatbesitz[8]

Die dem Biadaiolo-Meister zugeschriebenen Werke sind nicht sicher zuzuordnen und werden teilweise dem Werkverzeichnis anderer Meister zugeschrieben.